# Provenchères-lès-Darney
Pour les articles homonymes, voir Provenchères et Darney (homonymie).
Provenchères-lès-Darney est une commune française située dans le département des Vosges en région Grand Est.

## Géographie

### Localisation
La commune culmine au Haut-de-Thiébaut.
|                 | Lignéville              | Saint-Baslemont |
| Viviers-le-Gras | Provenchères-lès-Darney | Relanges        |
|                 | Bleurville              | Nonville        |

### Hydrographie et les eaux souterraines
Hydrogéologie et climatologie : Système d’information pour la gestion des eaux souterraines du bassin Rhin-Meuse :
Territoire communal : Occupation du sol (Corinne Land Cover); Cours d'eau (BD Carthage),
Géologie : Carte géologique; Coupes géologiques et techniques,
 Hydrogéologie : Masses d'eau souterraine; BD Lisa; Cartes piézométriques.

#### Réseau hydrographique
La commune est située pour partie dans le bassin versant de la Meuse au sein du bassin Rhin-Meuse et pour partie dans le bassin versant de la Saône au sein du bassin Rhône-Méditerranée-Corse. Elle est drainée par le ruisseau du Bois le Comte, le Sicherey, le Zouneau et le ruisseau de Quart Fontaine,.
Hydrogéologie et climatologie : Système d’information pour la gestion des eaux souterraines du bassin Rhin-Meuse :
Territoire communal : Occupation du sol (Corinne Land Cover); Cours d'eau (BD Carthage),
Géologie : Carte géologique; Coupes géologiques et techniques,
 Hydrogéologie : Masses d'eau souterraine; BD Lisa; Cartes piézométriques.

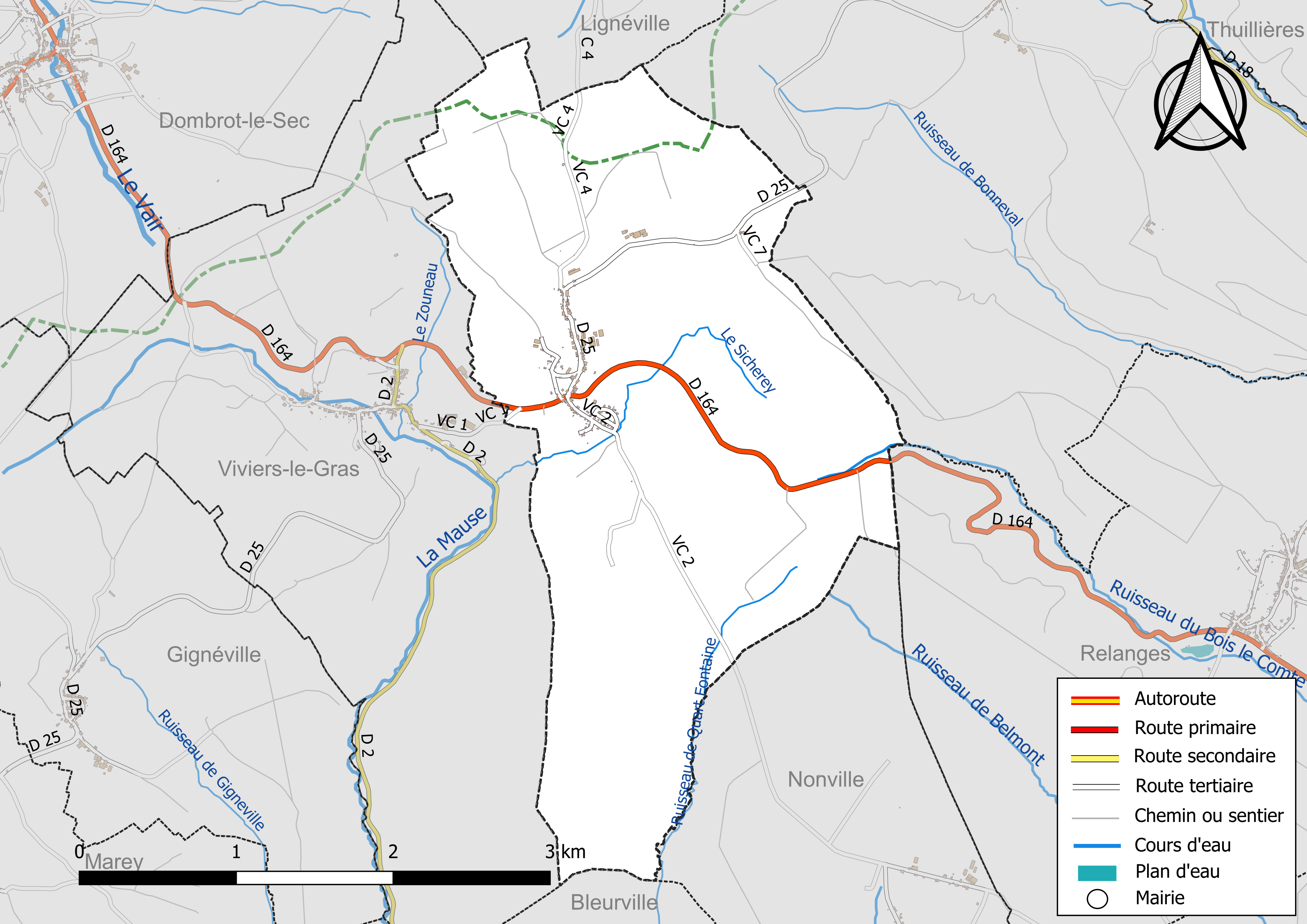
Réseaux hydrographique et routier de Provenchères-lès-Darney.

#### Gestion et qualité des eaux
Le territoire communal est couvert par le schéma d'aménagement et de gestion des eaux (SAGE) « Nappe des Grès du Trias Inférieur ». Ce document de planification, dont le territoire comprend le périmètre de la zone de répartition des eaux de la nappe des Grès du trias inférieur (GTI), d'une superficie de 1 497 km2,  est en cours d'élaboration. L’objectif poursuivi est de stabiliser les niveaux piézométriques de la nappe des GTI et atteindre l'équilibre entre les prélèvements et la capacité de recharge de la nappe. Il doit être cohérent avec les objectifs de qualité définis dans les SDAGE Rhin-Meuse et Rhône-Méditerranée. La structure porteuse de l'élaboration et de la mise en œuvre est le conseil départemental des Vosges.
La qualité des eaux de baignade et des cours d’eau peut être consultée sur un site dédié géré par les agences de l’eau et l’Agence française pour la biodiversité.

### Climat
Pour des articles plus généraux, voir Climat du Grand Est et Climat des Vosges.
En 2010, le climat de la commune est de type climat de montagne, selon une étude du Centre national de la recherche scientifique s'appuyant sur une série de données couvrant la période 1971-2000. En 2020, Météo-France publie une typologie des climats de la France métropolitaine dans laquelle la commune est exposée à un climat océanique altéré et est dans la région climatique  Lorraine, plateau de Langres, Morvan, caractérisée par un hiver rude (1,5 °C), des vents modérés et des brouillards fréquents en automne et hiver. 
Pour la période 1971-2000, la température annuelle moyenne est de 9,5 °C, avec une amplitude thermique annuelle de 17,1 °C. Le cumul annuel moyen de précipitations est de 1 003 mm, avec 13,5 jours de précipitations en janvier et 9,5 jours en juillet. Pour la période 1991-2020, la température moyenne annuelle observée sur la station météorologique de Météo-France la plus proche, « Lignéville », sur la commune de Lignéville à 4 km à vol d'oiseau, est de 10,3 °C et le cumul annuel moyen de précipitations est de 856,3 mm. 
La température maximale relevée sur cette station est de 38,7 °C, atteinte le 25 juillet 2019 ; la température minimale est de −17,5 °C, atteinte le 20 décembre 2009,,. 
Les paramètres climatiques de la commune ont été estimés pour le milieu du siècle (2041-2070) selon différents scénarios d'émission de gaz à effet de serre à partir des nouvelles projections climatiques de référence DRIAS-2020. Ils sont consultables sur un site dédié publié par Météo-France en novembre 2022.

## Urbanisme

### Typologie
Au 1er janvier 2024, Provenchères-lès-Darney est catégorisée commune rurale à habitat dispersé, selon la nouvelle grille communale de densité à sept niveaux définie par l'Insee en 2022.
Elle est située hors unité urbaine. Par ailleurs la commune fait partie de l'aire d'attraction de Vittel - Contrexéville, dont elle est une commune de la couronne,. Cette aire, qui regroupe 72 communes, est catégorisée dans les aires de moins de 50 000 habitants,.

### Occupation des sols
L'occupation des sols de la commune, telle qu'elle ressort de la base de données européenne d’occupation biophysique des sols Corine Land Cover (CLC), est marquée par l'importance des forêts et milieux semi-naturels (51,2 % en 2018), une proportion identique à celle de 1990 (51,2 %). La répartition détaillée en 2018 est la suivante : 
forêts (51,2 %), prairies (23,6 %), terres arables (22,1 %), zones urbanisées (3,1 %). L'évolution de l’occupation des sols de la commune et de ses infrastructures peut être observée sur les différentes représentations cartographiques du territoire : la carte de Cassini (XVIIIe siècle), la carte d'état-major (1820-1866) et les cartes ou photos aériennes de l'IGN pour la période actuelle (1950 à aujourd'hui).

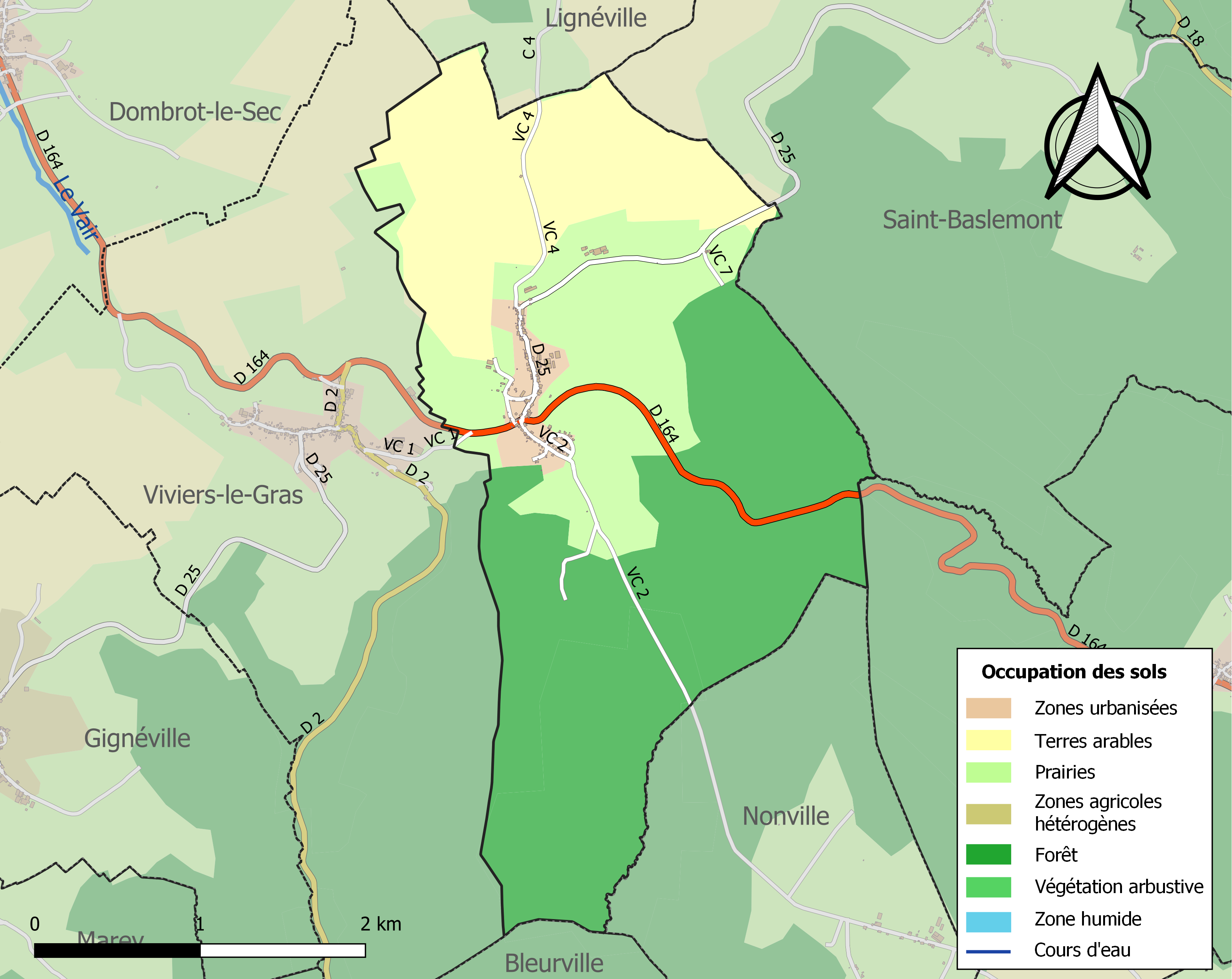
Carte des infrastructures et de l'occupation des sols de la commune en 2018 (CLC).

### Voies de communications et transports

#### Voies routières
- Autoroute A31 : Échangeurs Bulgnéville, Robécourt, Châtenois.

#### Transports en commun

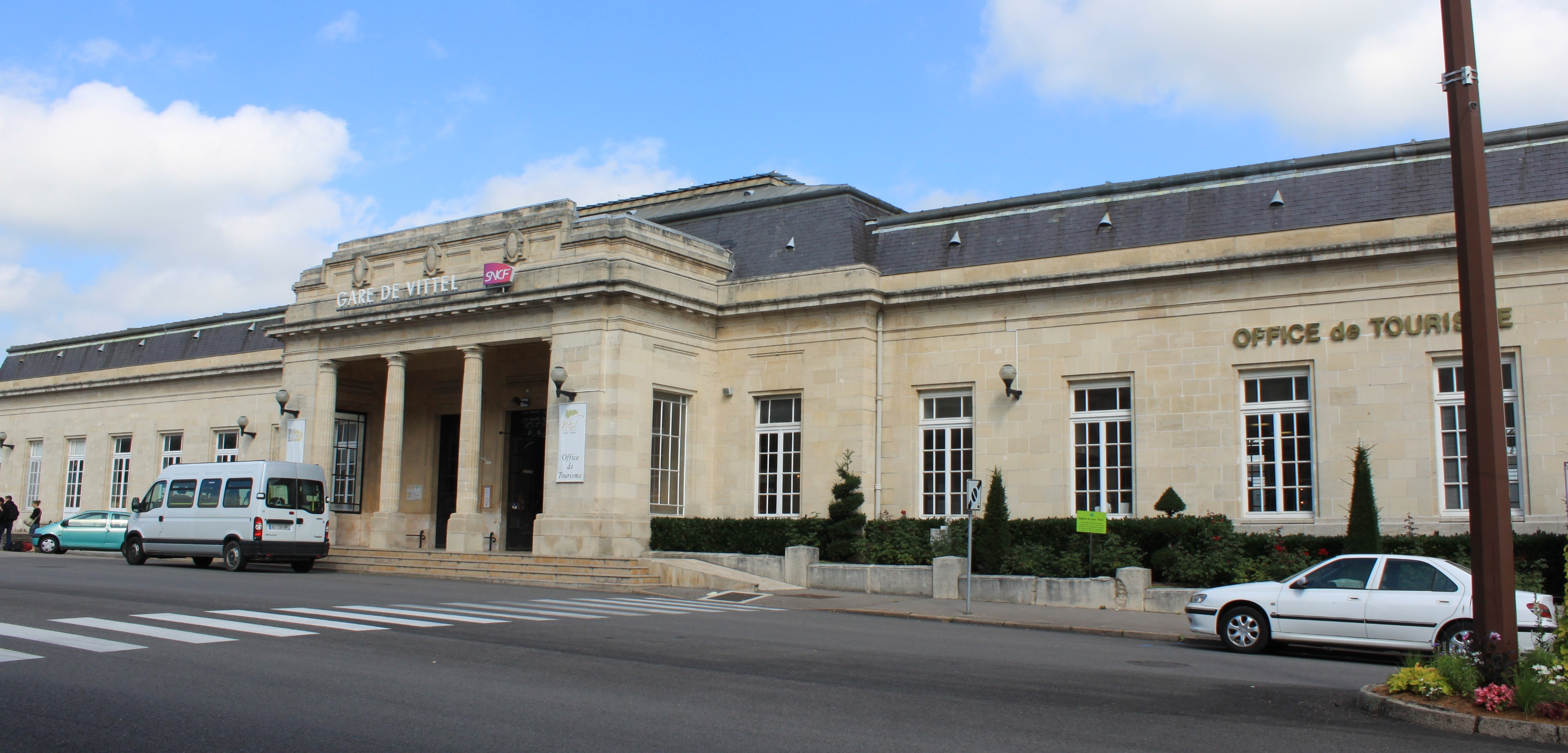
Gare de Vittel.

- Fluo Grand Est.

#### Lignes SNCF
- Gare de Contrexéville
- Gare de Vittel
- Gare de Merrey

## Toponymie
Provenchères est attesté sous les formes De Provincheriis (1136) ; Provincherias (XIIe siècle) ; Prevenchieres (1248) ; Provenchieres (1334) ; De Provencheriis (1402) ; Provenchiere (1424) ; Provanchere (1698) ; Provenchere (1711) ; Provenchères (1751) ; Provencheres-en-Bassigny (1779).

Avec le suffixe -ère, de l’ancien français provanche (« provision, pourvoyance ») avec le sens de « terre prébendière, qui fournit une provende ». Peut-être de l'adjectif neutre du latin, au pluriel, propinquiora « les environs immédiats », traité comme propincarias (terras). Une hypothèse gauloise propose une localisation par rapport à un système d'irrigation, permettant l'aménagement de prairies humides. c'est-à-dire des parcelles de prairies humides, signalant un ensemble de canaux et de vannes, de barrages (passes barrées) et de « mères-royes » (rigoles maîtresses), permettant de gérer l'écoulement de l'eau d'irrigation ou d'inondation vers les « hières » ou parcelles de prairies humides selon les saisons.

Provenchères-sur-Fave, peut être identifiée au « Pervincaria » qualifiant un bois ou un champ, un habitat groupé ou isolé, un village ou un lieu-dit, fréquents dans la France du Nord et de l'Est, seraient issus de ce terme complexe, signalant l'aménagement d'un système d'irrigation en aval, en conséquence défendu à la divagation des troupeaux et aux hommes étrangers à son fonctionnement. Toutefois, dans un cadre gallo-romain, une dénomination comme pervinca pourrait signaler un rétrécissement, une passe plus ou moins étroite, à travers laquelle l'air souffle, l'eau coule ou le voyageur passe. Il est évident que l'aménagement de prairies d'irrigation ne peut se faire dans une vallée trop étroite, par ailleurs bien adaptée à l'installation de barrage avec prises d'eaux, permettant des amenées vers la vallée plus large en contrebas.

Avec l,attraction de l,oil pervenche, l'étymologie du village de Provenchères pourrait être issu du latin pervinca qui signifie le « lieu où croissent des pervenches ».
La préposition « lès » permet de signifier la proximité d'un lieu géographique par rapport à un autre lieu. En règle générale, il s'agit d'une localité qui tient à se situer par rapport à une ville voisine plus grande. Par exemple, la commune française de Provenchères indique qu'elle se situe près de Darney.

## Histoire
Provenchères dépendait du bailliage de Bassigny, prévôté de Lamarche, puis du bailliage de Lamarche. Au spirituel, la commune dépendait du doyenné de Vittel, diocèse de Toul.
La seigneurie de Provenchères appartenait au baron de Deuilly et à l’abbé de Luxeuil qui
percevait la moitié des dîmes.
Lors de la guerre de Trente Ans, les Suédois ont démoli le château du seigneur de Saint-Julien au lieu-dit « le Cras ».
Par décret du 22 mai 1867, la commune de Provenchères prend le nom de Provenchères-lès-Darney pour éviter toute confusion avec Provenchères-en-Vosges.

## Lieux et monuments

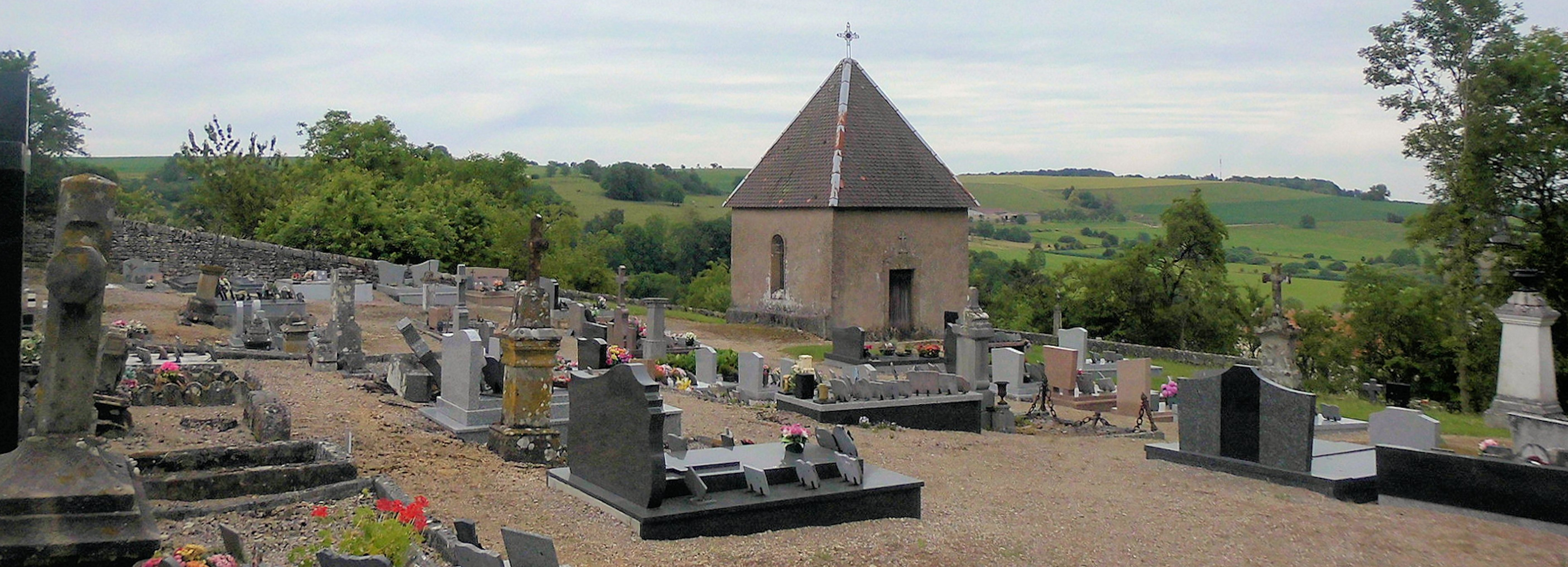
Chapelle du cimetière.

- L'église Sainte-Colombe, reconstruite à partir de 1860[18], et restaurée avec le soutien de la Fondation du patrimoine[19],[20].
- Chapelle du cimetière.
- Monument aux morts[21],[22].
- La fontaine Sainte-Colombe, où l'on se rendait en procession pour obtenir la guérison d'enfants malades[23].
- Patrimoine architectural rural recensé par le service régional de l'Inventaire général du patrimoine culturel[24].

## Politique et administration

### Liste des maires
| Période                                  | Période                       | Identité        | Étiquette | Qualité |
| ---------------------------------------- | ----------------------------- | --------------- | --------- | ------- |
| Les données manquantes sont à compléter. |                               |                 |           |         |
|                                          |                               | André Rousselot |           |         |
| mars 2001                                | mars 2008                     | Michel Turuani  |           |         |
| mars 2008                                | En cours (au 18 février 2015) | René Thiery     |           |         |

### Budget et fiscalité 2022

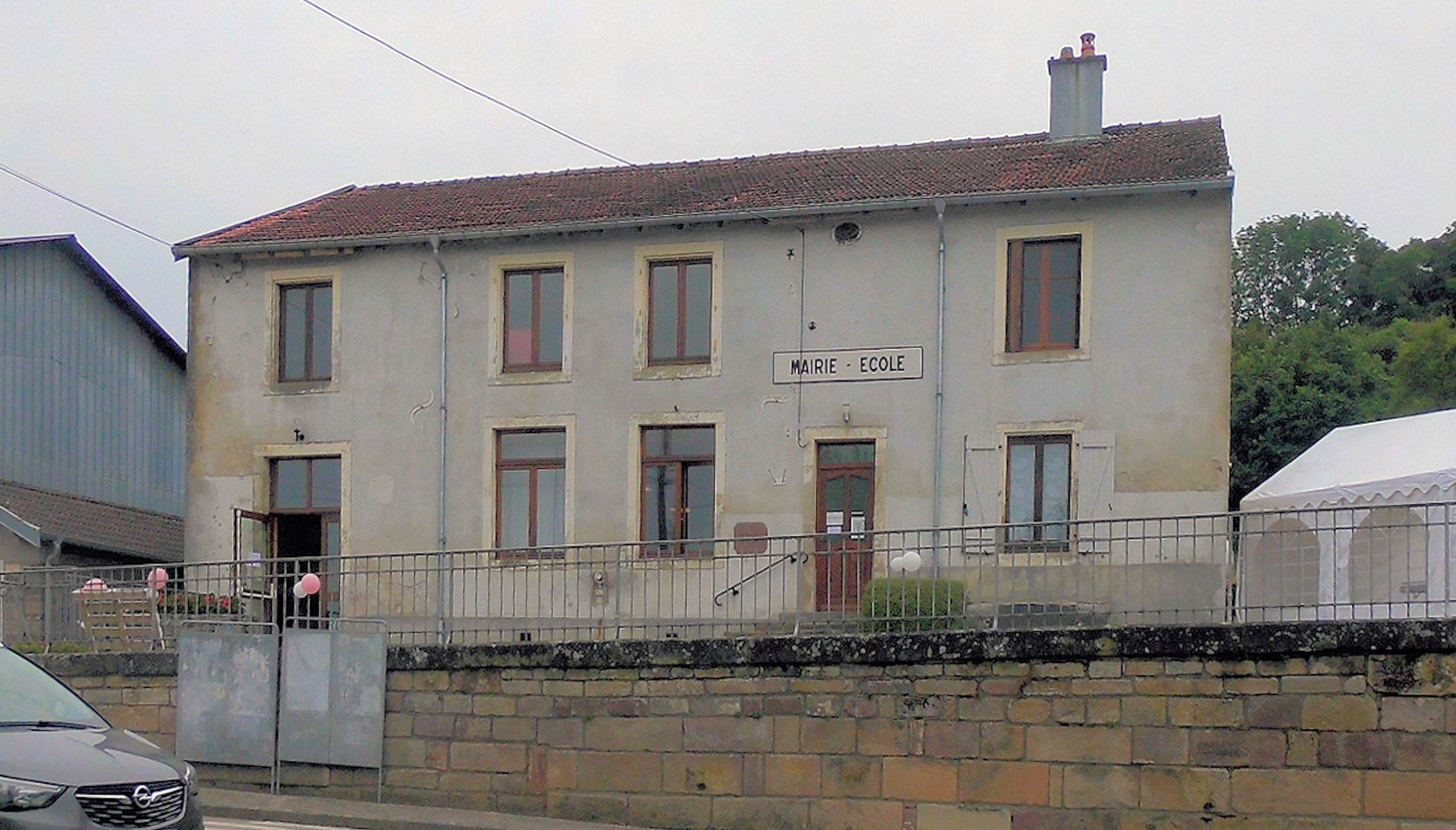
La mairie-école.

En 2022, le budget de la commune était constitué ainsi :
- total des produits de fonctionnement : 152 000 €, soit 964 € par habitant ;
- total des charges de fonctionnement : 93 000 €, soit 586 € par habitant ;
- total des ressources d'investissement : 106 000 €, soit 671 € par habitant ;
- total des emplois d'investissement : 76 000 €, soit 478 € par habitant ;
- endettement : 86 000 €, soit 547 € par habitant.

Avec les taux de fiscalité suivants :
- taxe d'habitation : 12,26 % ;
- taxe foncière sur les propriétés bâties : 31,69 % ;
- taxe foncière sur les propriétés non bâties : 13,57 % ;
- taxe additionnelle à la taxe foncière sur les propriétés non bâties : 0,00 % ;
- cotisation foncière des entreprises : 0,00 %.

Chiffres clés Revenus et pauvreté des ménages en 2021 : médiane en 2021 du revenu disponible, par unité de consommation : 24 170 €.

## Économie

### Entreprises et commerces

#### Agriculture
- Élevage de vaches laitières.
- Élevage d'autres bovins et de buffles.
- Exploitation forestière.

#### Tourisme
- Hébergements et restauration à Contrexéville, Vittel, Dombasle-devant-Darney, Monthureux-sur-Saône.

#### Commerces
- Commerces et services de proximité.

## Population et société

### Démographie

#### Évolution démographique
L'évolution du nombre d'habitants est connue à travers les recensements de la population effectués dans la commune depuis 1793. Pour les communes de moins de 10 000 habitants, une enquête de recensement portant sur toute la population est réalisée tous les cinq ans, les populations de référence des années intermédiaires étant quant à elles estimées par interpolation ou extrapolation. Pour la commune, le premier recensement exhaustif entrant dans le cadre du nouveau dispositif a été réalisé en 2005.

En 2022, la commune comptait 144 habitants, en évolution de −10 % par rapport à 2016 (Vosges : −2,96 %, France hors Mayotte : +2,11 %).
| 1793 | 1800 | 1806 | 1821 | 1831 | 1836 | 1841 | 1846 | 1856 |
| ---- | ---- | ---- | ---- | ---- | ---- | ---- | ---- | ---- |
| 354  | 328  | 339  | 363  | 426  | 393  | 412  | 401  | 306  |

| 1861 | 1866 | 1876 | 1881 | 1886 | 1891 | 1896 | 1901 | 1906 |
| ---- | ---- | ---- | ---- | ---- | ---- | ---- | ---- | ---- |
| 316  | 313  | 282  | 295  | 279  | 259  | 254  | 248  | 257  |

| 1911 | 1921 | 1926 | 1931 | 1936 | 1946 | 1954 | 1962 | 1968 |
| ---- | ---- | ---- | ---- | ---- | ---- | ---- | ---- | ---- |
| 224  | 209  | 188  | 187  | 170  | 164  | 154  | 169  | 165  |

| 1975 | 1982 | 1990 | 1999 | 2005 | 2006 | 2010 | 2015 | 2020 |
| ---- | ---- | ---- | ---- | ---- | ---- | ---- | ---- | ---- |
| 183  | 168  | 177  | 150  | 157  | 157  | 172  | 162  | 149  |

| 2022 | - | - | - | - | - | - | - | - |
| ---- | - | - | - | - | - | - | - | - |
| 144  | - | - | - | - | - | - | - | - |

### Enseignement
Établissements d'enseignements :
- École maternelle de Viviers-le-Gras,
- École primaire[33],
- Collèges à Contrexéville, Vittel, Darney,
- Lycée à Contrexévile.

### Santé
- Professionnels de santé à Contrexéville, Darney[34].

### Cultes
Culte catholique, Paroisse Saint-Basle-de-la-Plaine, Diocèse de Saint-Dié.

## Pour approfondir